# Biennale Interieur

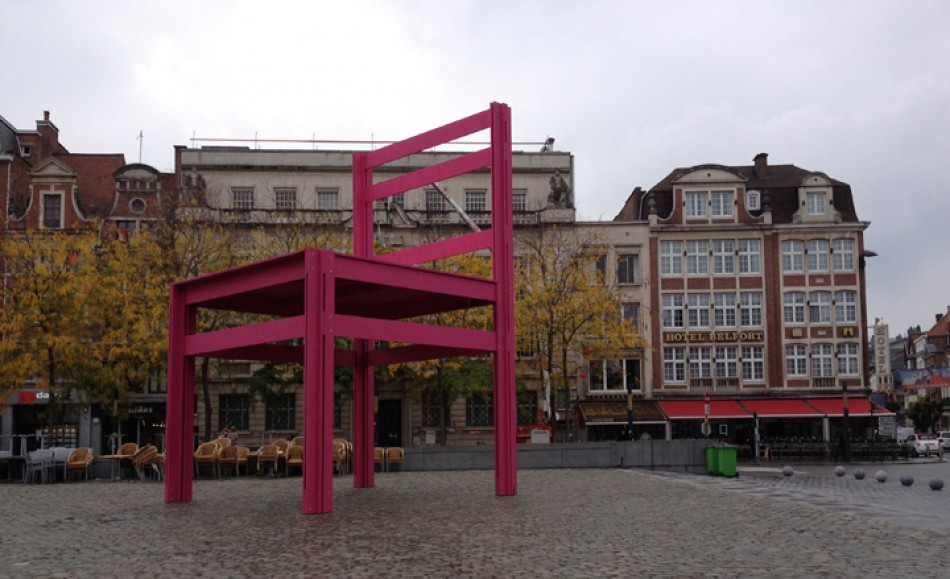
Tijdens de Biennale Interieur 2012 werd een reuzeversie van een stoel op de Grote Markt van Kortrijk geplaatst om de nieuwsgierigheid van de voorbijgangers te prikkelen.

De Biennale Interieur is een internationale design-biënnale voor hedendaagse vormgeving in de Belgische stad Kortrijk. De beurs wordt door de Biennale Interieur vzw om de twee jaar georganiseerd in de maand oktober van de even jaren en vindt telkens plaats in het beurzencomplex Kortrijk Xpo.
Tijdens deze beurs tonen interieurfabrikanten hun nieuwe of vernieuwende interieurproducten aan zowel een vakpubliek als aan het grote publiek. Gaandeweg zijn naast de beurs zelf ook tal van nevenactiviteiten ontstaan rondom het evenement: het uitnodigen van een eregast, de Design for Europe-wedstrijd (vanaf 1970), the YoungDesignersFair, Design at Work, Exterieur, debatten en lezingen.
Het evenement werd voor het eerst georganiseerd in 1968, in de toenmalige 'Hallen van Kortrijk'. Jaar na jaar werden investeringen gemaakt in nevenactiviteiten: een eregast, de Design for Europe-wedstrijd (vanaf 1970), debatten en lezingen. Vanaf de editie in 2012 wordt het parcours van de biënnale voor het eerst ook doorgetrokken in de binnenstad van Kortrijk, waar de biënnale zal plaatsvinden op diverse locaties op het Buda-eiland. In 2014 werd de biennale nog verder in de stad getrokken met locaties als de Budatoren, de budafabriek, het Broelmuseum, de Broeltorens en de Broelschool. In 2016 zal de beurs zich concentreren rond de Xpo in Kortrijk en de site van het Vlasmuseum in het centrum.
De editie van 2016 was de laatste keer dat de beurs 10 dagen lang was, de organisator, Stichting Interieur, kondigde in 2017 aan dat de editie van 2018 nog maar vijf dagen zou worden gehouden. Deze 2018-editie bleek de laatste te zijn: de editie van 2020 werd aanvankelijk verschoven naar 2021, maar als alternatief werd er uiteindelijk een tentoonstelling onder de naam 'Please, Have a Seat' gehouden. Caroline Fiers, de commercieel directeur achter dit alternatief voor Biennale Interieur - ook wel Interieur Kortrijk genoemd -, werd kort daarna directeur van Stichting Interieur als opvolger van Jo Libeer. Maar zij gooide in juli 2022 de handdoek in de ring: de beurs werd van de agenda gehaald.
In februari 2023 werd er door Xpo Kortrijk een nieuw event gepland die als opvolger van Biennale Interieur mag worden gezien: Design Nation. Deze beurs, die zich in tegen stelling tot Biennale Interieur die ook op consumenten richtte, als vakevent profileerde, werd in 2023 voor het eerst gehouden. Hoewel de beurs ook in 2024 weer op het programma staat, is het de bedoeling dat deze daarna weer een biennale wordt en daarna dus om het jaar (in 2026) wordt gepland.

## Eregasten
Ontwerpers die als eregast werden uitgenodigd:
- 1968: Simon Mari Pruys (Nederland)
- 1970: Raymond Loewy (Verenigde Staten)
- 1972: Giò Ponti (Italië)
- 1974: Verner Panton (Denemarken)
- 1976: Gillo Dorfles (Italië)
- 1978: Philip Rosenthal (Duitsland)
- 1980: Jean Prouvé (Frankrijk)
- 1982: Alessandro Mendini (Italië)
- 1984: Herman Liebaers (België)
- 1986: Philippe Starck (Frankrijk)
- 1988: Geert Bekaert (België)
- 1990: Andrea Branzi (Italië)
- 1992: Dieter Rams (Duitsland)
- 1994: Japser Morrison (Verenigd Koninkrijk)
- 1996: Jean Nouvel (Frankrijk)
- 1998: Rolf Fehlbaum (Zwitserland)
- 2000: Konstantin Grcic (Duitsland)
- 2002: Michael Young (Verenigd Koninkrijk)
- 2004: James Irvine(Verenigd Koninkrijk) en Kirsti Paakkanen (Finland)
- 2006: Alfredo Häberli (Zwitserland/Argentinië)
- 2008: Jaime Hayon (Spanje)
- 2010: Junya Ishigami (Japan)
- 2012: Nendo (Japan), Troika (Verenigd Koninkrijk), Makkink & Bey (Nederland), David Bowen (Verenigde Staten), Ross Lovegrove (Verenigd Koninkrijk), Greg Lynn (Verenigde Staten) en Muller Van Severen (België)
- 2014: Joseph Grima (Verenigd Koninkrijk)

## Design at Work en de Belgian Design Awards
In 2008 kondigde de Biennale Interieur vzw een nieuw evenement aan met de naam 'Design at Work'. De aandacht gaat daarbij uit naar onder meer innovatie, productontwikkeling en vormgeving. De organisatie van de eerste Belgian Design Awards met de thema's care, communicatie, home, vrije tijd, mobiliteit en werk, was een onmiddellijk succes. Tegelijkertijd werd er tevens een aparte tentoonstelling geopend onder de naam 'Solutions for the ordinary-extraordinary'. Deze expositie toonde producten, materialen en diensten voor de toekomst, nieuwe merken, creatieve oplossingen voor morgen, producten die onlangs op de markt kwamen, prototypes, zowel als lezingen en workshops over de toekomst van het vakgebied.

## Designer of the Year
Op initiatief van de "Biennale Interieur vzw" in samenwerking met Knack en Le Vif Weekend wordt deze prijs uitgereikt. Deze uitreiking krijgt de steun van het Design museum Gent en Grand-Hornu Images.
- 2006 - Alain Berteau
- 2007 - Nedda El-Asmar
- 2008 - Stefan Schöning
- 2009 - Sylvain Willenz
- 2010 - Bram Boo
- 2011 - Nathalie Dewez
- 2012 - Alain Gilles
- 2013 - Jean-François d'Or
- 2014 - Marina Bautier
- 2015 - Muller Van Severen
- 2016 - Vincent Van Duysen
- 2017 - Unfold / Dries Verbruggen & Claire Warnier
- 2018 - Frederik Delbart
- 2019 - Linde Freya Tangelder